# Aston le Walls
Aston le Walls is een civil parish in het bestuurlijke gebied South Northamptonshire, in het Engelse graafschap Northamptonshire met 293 inwoners.